# Tesima Kazuki
Tesima Kazuki (Fukuoka, 1979. június 7. –) japán válogatott labdarúgó.

## Nemzeti válogatott
A japán U20-as válogatott tagjaként részt vett az 1999-es ifjúsági labdarúgó-világbajnokságon.